# 忘掉負心女
《忘掉負心女》，是2008年美國喜劇電影，由尼可拉斯·史托勒執導，傑森·席格爾、克莉絲汀·貝爾、蜜拉·庫妮絲和羅素·布蘭德主演。這部電影由傑森·席格爾編劇，賈德·阿帕托聯合製作，由環球影業發行。拍攝於2007年4月在夏威夷瓦胡島北岸的海龜灣度假村。這部電影於2008年4月18日在北美影院上映，一周後的2008年4月25日在英國上映。
故事圍繞彼德·布雷特展開，他是一名電視劇配樂作曲者，他的女友莎拉·馬歇爾（Sarah Marshall）擔任主角。經過五年的戀愛，莎拉突然與彼得分手。受此事件的打擊，為了療傷他選擇去夏威夷度假，以嘗試繼續他的生活，沒有想到居然又遇見前女友與她新歡當他和她的新男友一起度假時，麻煩接踵而至。

## 劇情概要
作曲家彼得·布雷特與女演員莎拉·馬歇爾（Sarah Marshall）交往了五年，後者出演了一部類似於CSI的電視節目，名為《犯罪現場：犯罪現場》。有一天，當彼得赤身裸體地站在他們的公寓裡時，莎拉突然宣布她要和他分手。被摧毀並且無法通過一夜情消除他的悲傷，彼得不顧他的前繼兄和最好的朋友布萊恩的建議，前往夏威夷旅行並留在海龜灣度假村。然而，當他得知莎拉和她的新英國搖滾明星男友艾多斯·史諾（Aldous Snow）也是度假村的客人時，假期被毀了。可憐他的酒店接待人員瑞秋·詹森（Rachel Jansen）免費為他提供了一套非常昂貴的套房，以換取他自己打掃房間。
彼得開始花時間和瑞秋在一起，並開始對她產生感情。與此同時，莎拉和艾多斯之間的關係開始動搖。大部分不和諧是由莎拉的電視節目被取消以及艾多斯即將與他的搖滾樂團孩童之悲開始為期18個月的世界巡演的消息引發的。在衝浪和沙灘的一天中，艾多斯和彼得相遇並開始交談。無意中，艾多斯告訴彼得，他和莎拉在與彼得分手前整整一年就開始發生性關係。當彼得與莎拉對質時，她告訴他，她開始在情感上與他脫節，她無法做任何事情來讓他們的關係繼續下去。進一步加劇這種情況的是莎拉明顯嫉妒彼得和瑞秋之間萌芽的關係，
莎拉、艾多斯、彼得和瑞秋共進了一頓尷尬的晚餐。晚飯後，彼得帶著瑞秋回到他的酒店房間，他們開始發生性關係。莎拉隔著牆聽到他們的聲音，也開始與艾多斯發生性關係，為隔壁夫婦的利益大聲呻吟，瑞秋和彼得把情況變成了競爭，變得更加響亮。當艾多斯意識到莎拉顯然是在表演以引起彼得的反應時，他推開她並告訴她這次旅行是錯誤的，因為她顯然沒有超過彼得。他們激烈地爭吵，促使艾多斯宣布這段關係已經結束，他一直在欺騙她。第二天，彼得遇到了艾多斯，得知他和莎拉分手了，他將獨自返回英國。他和彼得相處融洽。彼得去莎拉的房間安慰她，她承認她仍然愛著他，並試圖重燃他們的浪漫。兩人開始發生性關係，但彼得對莎拉產生矛盾的感覺，意識到他對瑞秋變得更加快樂，並斥責莎拉一開始就對他不好。彼得立即去找瑞秋承認發生了什麼事，但她受傷了，要求他離開，再也不要聯繫她。離開前，彼得在當地一家拍下了瑞秋裸照的酒吧把照片搶走，並把它還給了她，儘管遭到主人的毆打。
他飛回洛杉磯，在經歷了一段悲傷和自我厭惡之後，開始創作他的德古拉木偶喜劇搖滾歌劇《愛的味道》。他向瑞秋發出邀請參加開幕之夜的演出。雖然起初猶豫不決，但瑞秋最終還是決定參加。演出成功後，瑞秋向彼得表示祝賀，並告訴他她正在考慮在該地區上大學。她離開是為了讓彼得享受他表演的成功，但很快回到彼得的更衣室告訴他她想念他，在那裡她發現他赤身裸體，就像莎拉甩掉他時一樣。影片以片尾片尾場景結束，莎拉主演了一部名為《動物本能》的新電視節目她在其中扮演一個可以讀懂動物思想的角色。

## 演員

### 主要角色
| 演員                                  | 角色                                      | 備註 |
| ------------------------------------- | ----------------------------------------- | --- |
| 傑森·席格爾 Jason Segel               | 彼得·布雷特 Peter Bretter                 | 電視節目《犯罪現場》的懶散但善意的作曲家。另一方面，他正在製作一部以德古拉為基礎的木偶搖滾歌劇，其中涉及名為《愛的味道》的木偶，他在其中扮演德古拉伯爵。 |
| 克莉絲汀·貝爾 Kristen Bell            | 莎拉·馬歇爾 Sarah Marshall                | 飾演麥蒂·史塔克，電視節目《犯罪現場》中的一位著名女演員，在離開彼得前就與搖滾明星艾多斯·史諾約會了。                                                     |
| 蜜拉·庫妮絲 Mila Kunis                | 瑞秋·詹森 Rachel Jansen                   | 夏威夷度假勝地海龜灣度假村的接待員，彼得在酒店逗留期間與他建立了關係。                                                                                   |
| 羅素·布蘭德 Russell Brand             | 艾多斯·史諾 Aldous Snow                   | 莎拉·馬歇爾富有魅力的英國搖滾明星男友，孩童之悲樂團（Infant Sorrow）的主唱。後來在《英語：，羅馬化：Get Him to the Greek》中布蘭德也飾演了這個角色。     |
| 比爾·哈德 Bill Hader                  | 布萊恩 Brian Bretter                      | 彼得的繼兄弟和最好的朋友，他通常批評他變得更好。他在繼兄弟的《愛的味道》中幫助演出了凡赫辛。                                                             |
| 喬納·希爾 Jonah Hill                  | 馬修 Matthew Van Der Wyk                  | 海龜灣度假村的服務員和奧爾德斯（Aldous）的狂熱粉絲。 |
| 莉茲·卡可斯基 Liz Cackowski           | 莉茲 Liz Bretter                          | 布萊恩的妻子，她是他唯一的女朋友，經常偷偷溜進布萊恩的電腦對話。                                                                                         |
| 達文·麥唐納 Da'Vone McDonald          | 杜恩 Dwayne                               | 海龜灣度假村的調酒師。德韋恩最初來自洛杉磯中南部，並討厭那裡，直到他搬到瓦胡島，在那裡他學會了為200多種不同的魚命名。                                    |
| 傑克·麥克布萊爾 Jack McBrayer         | 達拉德 Darald Braden                      | 度假村的一位客人，不知道如何滿足新婚妻子的性慾。 |
| 瑪莉亞·賽耶 Maria Thayer              | Wyoma Braden                              | 達拉德的妻子。 |
| 保羅·路德 Paul Rudd                   | 查克/庫努 Chuck / Kunu                    | 據他估計，他是44歲的空中衝浪教練。 Chuck |
| 傑森·貝特曼 Jason Bateman             | 《動物本能》偵探                          | 莎拉·馬歇爾最新節目《動物本能》中的一個角色。 |
| 威廉·鮑德溫 William Baldwin           | 他自己/漢特·洛許 Himself/Det. Hunter Rush | 在電影中威廉·鮑德溫是莎拉節目中《難以愛上》的聯合主演之一。他被稱為“比利鮑德溫”，彼得一度懷疑他與莎拉有染。                                              |
| 泰拉·圖利 Taylor Wily                 | 基摩 Kimo                                 | 海龜灣度假村的廚師。 |
| 布蘭斯科姆·里奇蒙 Branscombe Richmond | 奇歐奇 Keoki                              | 當彼得從慵懶酒吧拿下瑞秋的照片時，毆打彼得的酒保。 |
| 克莉絲汀·薇格 Kristen Wiig            | Prana                                     | 一位瑜伽教練。 |

### 木偶師
電影中看到的木偶是由吉姆·韓森的生物商店製作的。以下動畫在這部電影中的木偶：
- 卡羅爾·比尼恩（Carol Binion）
- 提姆·布萊尼（Tim Blaney）
- 茱莉安妮・布舍爾（Julianne Buescher）- 飾演天使（Angel）
- 凱文卡爾森（Kevin Carlson）
- 萊斯里·卡拉拉-魯道夫（Leslie Carrara-Rudolph）- 飾演德古拉的新娘之一（Dracula's Brides）
- BJ·古耶（BJ Guyer）
- 肖恩・強生（Sean Johnson）- 飾演五個跳舞的木乃伊（Mummies）
- 斯科特·蘭德（Scott Land）
- 德魯·梅西（Drew Massey）- 飾演德古拉伯爵的右手（Right Hand of Count Dracula）
- 邁克爾·歐斯特倫（Michael Oosterom）
- 米赫蘭·西斯蒂（Michelan Sisti）
- 維克多·耶瑞德（Victor Yerrid）- 飾演凡赫辛的右手（Right Hand of Van Helsing）

## 製作
尼可拉斯·史托勒表示，賈德·阿帕托非常參與選角過程和劇本的開發。關於電影中的裸體，尼可拉斯·史托勒補充說，劇本的初稿要求彼得在分手後穿好衣服，但賈德·阿帕托認為如果角色一直保持裸體會更有趣。尼可拉斯·史托勒證實電影中使用的蜜拉·庫妮絲的照片是在電腦上創建的，而不是真實的。

### 拍攝
在夏威夷和洛杉磯完成了拍攝。拍攝時，男主角傑森·席格爾告訴《紐約時報》採訪者，裸露的分手場景是基於他的真實經歷。影片以大量即興對話為特色；根據導演尼可拉斯·史托勒的說法，它是“60% 或 70% 的劇本，然後 30% 或 40% 的即興表演”。

## 發行
這部電影透過“預告片”廣告牌活動進行宣傳，其中包括文字“I hate Sarah Marshall”和電影網站的地址。
在首映週末，這部電影在美國和加拿大的2,798家影院獲得了1,770萬美元的票房收入，在《功夫之王》之後的票房排名第二，美國和加拿大每個影院的平均票房收入為6,335 美元。它落後於其他賈德·阿帕托作品，例如《男孩我最壞》、《好孕臨門》、《40處男》和《王牌飆風》，但領先於當代 賈德·阿帕托電影《杜威科斯的音樂路》和《廉價保鑣》。
《忘掉負心女》的全球票房收入為1.058億美元；北美6320萬美元，其他地區4260萬美元。

### 家庭媒體
DVD和藍光版於2008年9月30日發行。在DVD銷售排行榜上，《忘掉負心女》以第二名開張，售出652,000片，收入為12,905,492美元。截至（2009年11月已售出1,785,744片DVD，收入為29,145,295美元。這不包括藍光銷售/DVD 租賃。
它以單碟DVD版、三碟收藏DVD版、兩碟藍光版和包含收藏版的終極未分級喜劇合集包括《忘掉負心女》、《好孕臨門》、《40處男》。它於2008年8月20日在澳洲（地區4）以單張和2-Disc Unforgettable Edition發行 DVD，並於2008年11月5日在澳洲發行藍光光碟。

## 評價
《忘掉負心女》獲得了評論家的積極評價。評論聚合网站爛番茄報導稱，185位評論家中有83%的人給予了電影正面評價，平均評分為7.00/10。該網站的共識是：“憑藉充足的笑聲和犀利的表演，《忘掉負心女》找到了浪漫和淫穢喜劇的完美結合。”Metacritic報導根據37條評論，這部電影的平均得分為67分（滿分 100 分）。影院評分調查的觀眾給這部電影打了B級，從A到F。
《芝加哥論壇報》的麥特·派斯（Matt Pais）說，這是“那種你可以看一整天的電影，因為就像新的火焰一樣，你無法獲得足夠的陪伴，很高興看到它會把你帶到哪裡。”理查·洛普（Richard Roeper）稱讚這部電影的歡笑時刻以及它立即成為經典的價值，並甚至說他將把它列入他有史以來最喜歡的50部喜劇名單。
其他正面評價來自娛樂周刊，他們給這部電影B+並稱讚“傑森·席格爾對各種男性困惑的即興表演”和舊金山紀事報的米克·拉塞爾，他寫了“傑森·席格爾的突破性電影，《忘掉負心女》值得駕馭最新、最熱門的圖片微趨勢：男士浪漫喜劇。”

## 獎項與提名
《忘掉負心女》在2008年青少年選擇獎中獲得了五項提名，但沒有獲得任何一項。
提名如下：
| 年份   | 頒獎典禮                                   | 獎項                                   | 入圍項目、入圍者 | 結果 | 備註 |
| ------ | ------------------------------------------ | -------------------------------------- | ---------------- | ---- | ---- |
| 2008年 | 2008年青少年票選獎 2008 Teen Choice Awards | 青少年選擇獎選擇電影-浪漫              | 《忘掉負心女》   | 提名 |      |
| 2008年 | 2008年青少年票選獎 2008 Teen Choice Awards | 青少年選擇獎最佳電影女演員-喜劇        | 克莉絲汀·貝爾    | 提名 |      |
| 2008年 | 2008年青少年票選獎 2008 Teen Choice Awards | 青少年票選獎電視票選獎：突破女演員獎項 | 克莉絲汀·貝爾    | 提名 |      |
| 2008年 | 2008年青少年票選獎 2008 Teen Choice Awards | 青少年票選獎電視票選獎：突破女演員獎項 | 蜜拉·庫妮絲      | 提名 |      |
| 2008年 | 2008年青少年票選獎 2008 Teen Choice Awards | 青少年票選獎電視票選獎：突破男演員獎項 | 傑森·席格爾      | 提名 |      |

在美國喜劇藝術節呈現：TBS的2008年度最有趣的電影中，《忘掉負心女》被評為“2008年最有趣的電影” 。

## 音樂
傑森·席格爾和萊爾·沃克曼為這部電影創作了音樂，其中包括孩童之悲樂團（Infant Sorrow）的音樂和德古拉音樂劇中的一首歌曲。艾瑞卡門、金髮美女和肯尼·羅根斯也被用於電影的預覽。

### 原聲帶
The soundtrack of Forgetting Sarah Marshall was released on April 22, 2008.
| 曲序 | 曲目                                                                           | 时长 |
| ---- | ------------------------------------------------------------------------------ | ---- |
| 1.   | Love You Madly（蛋糕樂隊）                                                     | 3:58 |
| 2.   | We've Got to Do Something（Russell Brand#Music and Infant Sorrow）             | 3:33 |
| 3.   | You Can't Break a Heart and Have It（布萊克·弗朗西斯）                         | 2:37 |
| 4.   | Get Me Away From Here, I'm Dying（貝兒與賽巴斯汀樂團）                         | 3:25 |
| 5.   | More Than Words（Aloha Sex Juice）                                             | 3:12 |
| 6.   | Dracula's Lament（傑森·席格爾）                                                | 1:23 |
| 7.   | Inside of You（Russell Brand#Music and Infant Sorrow）                         | 2:50 |
| 8.   | Fucking Boyfriend（鳥與蜜蜂）                                                  | 3:14 |
| 9.   | Intensified '68 (Music Like Dirt)（戴斯蒙德·戴克）                             | 2:43 |
| 10.  | Nothing Compares 2 U（The Coconutz, a cover version translated into 夏威夷語） | 5:58 |
| 11.  | Baby（Os Mutantes）                                                            | 3:37 |
| 12.  | These Boots Are Made for Walkin'（The Coconutz）                               | 2:52 |
| 13.  | A Taste for Love（Forgetting Sarah Marshall Cast）                             | 2:04 |
| 14.  | The Secret Sun（Jesse Harris）                                                 | 3:45 |
| 15.  | Everybody Hurts（The Coconutz）                                                | 6:03 |
| 16.  | Animal Instincts（超越者樂團featuring J7 D'Star）                              | 1:14 |

電影中出現了幾首未包含在原聲帶中的歌曲，包括史密斯樂團的“ Heaven Knows I'm Miserable Now ”和Sinéad O'Connor的“ Nothing Compares 2 U ”版本，這兩首歌曲都在彼得的繼兄布萊恩刪除彼得所有照時的背景樂。在彼得和瑞秋第一次約會後的酒吧場景中，可以在背景中聽到311的“ Amber ” ，以及來自Los Amigos Invisibles的“Playa Azul” 。Junior Senior的“Move Your Feet”在開始播放Access Hollywood剪輯時在場景的背景中短暫播放。另一首未出現在原聲帶中的歌曲是紐約樂團Ambulance Ltd的“Heavy Lifting” 。

## 後續衍生
Get Him to the Greek是《忘掉負心女》的衍生/後續。這部電影於2010年6月4日上映，導演尼可拉斯·史托勒和製片人賈德·阿帕托與明星羅素·布蘭德和喬納·希爾重聚。羅素·布蘭德重新扮演了艾多斯·史諾的角色，而喬納·希爾扮演了一個全新的角色。克莉絲汀·貝爾還短暫地重新扮演了莎拉·馬歇爾的角色，出現在NBC電視劇《盲人醫學》的宣傳片中，她在劇中飾演一位視障外科醫生。

## 外部連結
- 互联网电影数据库（IMDb）上《忘掉負心女》的资料（英文）
- 在Netflix上觀看《忘掉負心女》
- Box Office Mojo上《忘掉負心女》的資料（英文）
- 爛番茄上《忘掉負心女》的資料（英文）